# 1996年中華職棒假球事件
1996年中華職業棒球大聯盟選手涉嫌接受地下賭盤組頭收買，配合放水（打假球）的事件。此事件的爆發導致許多球迷失望造成觀賽人數急速減少，也造成時報鷹、三商虎、味全龍先後解散，為台灣職棒最低迷的時期。由於涉案球員以時報鷹球員居多，所以又稱「黑鷹事件」。

## 外部連結
- 台灣棒球維基館：職棒簽賭事件 (1996年)（页面存档备份，存于）